# Minoría activa
Una minoría activa, minoría consciente o minoría actuante es la función de un grupo social minoritario que intenta visibilizar un problema o propagar una solución social a través de influir por la educación o por el ejemplo al resto de sus congéneres en un entorno dado o dentro de una organización más grande.  
La minoría activa tiene como objeto posicionar un tema en la opinión pública, por medio del contagio o imitación, para sacar a la población de la indiferencia y lograr que se definan con respecto a un tema, de esto deviene su éxito o su fracaso. 
Está conformada por expertos en ciertos temas, para motivar un proceso de multiplicación de interesados y de ser posible generar y entrenar otras minorías actuantes. Y así, en conjunto construir un cambio social, no sobre ellos, influenciándolos y no dirigiéndolos.
Es la aplicación en el activismo de una estrategia «elitista» o «aristocrática», donde una minoría hace los cambios más importantes por medio de su influencia social, que puede verse manifestada históricamente en los partidos de cuadros (cuadro profesional), en organizaciones no gubernamentales o en los tanques de pensamiento, etc.

Hay que abandonar la teoría de la "vanguardia dirigente" para adoptar la teoría más simple y honrada de la minoría actuante que desempeña el papel de un fermento permanente, que impulsa a la acción sin pretender dirigirla.
Daniel Cohn-Bendit